# Salix pellita
Salix pellita — вид квіткових рослин із родини вербових (Salicaceae).

## Морфологічна характеристика
Це рослина 0.5–6 метрів заввишки (іноді утворюють клони шляхом дроблення стебла). Гілки (дуже ± ламкі біля основи), червоно-коричневі, фіолетові чи жовто-коричневі, зазвичай сильно сизі, голі; гілочки жовто-коричневі чи червоно-коричневі, (зазвичай сильно сизі), голі чи від густо -до рідко запушених. Листки на ніжках 3–8 мм; найбільша листкова пластина лінійна, ременеподібна чи вузько-еліптичні; краї сильно чи злегка закручені, цілі, вигнуті чи іноді зубчасті (залози субмаргінальні чи епіламінальні); верхівка від загостреної до гострої; абаксіальна (низ) поверхня сірувата (іноді прихована волосками), густо ворсинчаста, коротко-шовковиста, шерстиста чи до майже голої (волоски білі, іноді також залозисті); адаксіальна поверхня злегка чи дуже блискуча, гола, рідко ворсинчаста чи запушена (волоски білі, іноді також залозисті); молода пластинка (червонувата чи жовтувато-зелена), гола, запушена або рідко запушена абаксіально (волоски зазвичай білі, іноді також залозисті). Сережки квітнуть до появи листя: тичинкові 20–39 × 7–20 мм, маточкові 19–65(80 у плодах) × 7–17 мм. Коробочка 3.5–6.5 мм. 2n = 38. Цвітіння: кінець квітня — кінець червня.

## Середовище проживання
Сен-П'єр і Мікелон; США та Канада (Лабрадор, Мен, Манітоба, Мічиган, Міннесота, Нью-Брансвік, Нью-Гемпшир, Ньюфаундленд, Нова Шотландія, Онтаріо, Квебек, Саскачеван, Вермонт, Вісконсин). Населяє піщані чи гравійні заплави, околиці струмків і озер, болота, болота, прибережні дюни, метаморфічні чи вапнякові субстрати; 0–800 метрів.